# Kozijiwka (obwód charkowski)
Kozijiwka (ukr. Козіївка) – wieś na Ukrainie, w obwodzie charkowskim, w rejonie bogoduchowskim, w hromadzie Krasnokutśk. W 2001 liczyła 2338 mieszkańców, spośród których 2266 wskazało jako ojczysty język ukraiński, 63 rosyjski, 1 białoruski, 3 ormiański, a 5 inny.